# Strategiske atomvåben
Strategiske atomvåben er betegnelsen for atomsprænghoveder, der er så kraftige, at de vil kunne ødelægge hele byer eller store områder, hvor fjendtlige hærenheder opholder sig. Strategiske våben kan i modsætning til de taktiske atomvåben ofte ved hjælp af interkontinentale missiler nå mål over alt i verden, men de kan også bæres af større bombefly. Disse strategiske atomvåben var under den kolde krig vigtige for atomvåbenbalancen mellem USA og Sovjetunionen, da de udgjorde den afgørende afskrækningseffekt, der var grundforudsætningen for begge landes interesse i at undgå en atomkrig, da en sådan ville udslette begge lande.